# Jökulfirðir

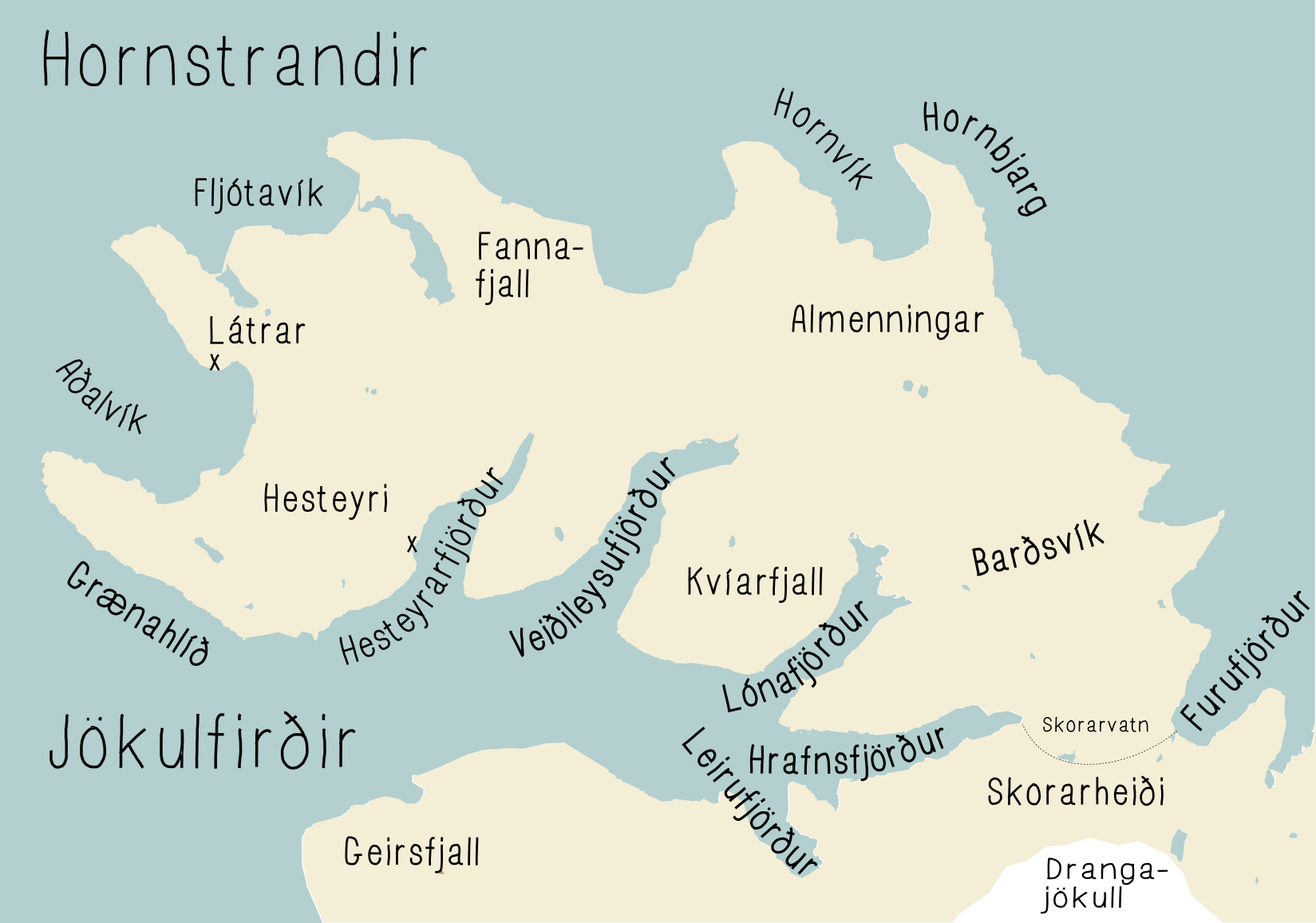
Hornstrandir en Jökulfirðir

Jökulfirðir (IJslands voor "gletsjerfjorden") is een systeem van vijf fjorden in de regio Vestfirðir (Westfjorden) in IJsland, gelegen ten noorden van Ísafjarðardjúp en ten zuiden van het schiereiland Hornstrandir. De Jökulfirðir zijn vernoemd naar de Drangajökull, een gletsjer ten zuidoosten van de fjorden.
De fjorden kunnen niet over de weg worden bereikt, maar wel met een veerboot vanuit Ísafjörður.
De vijf individuele fjorden zijn, van west naar oost:
- Hesteyrarfjörður
- Veiðileysufjörður
- Lónafjörður
- Hrafnsfjörður
- Leirufjörður